# Camptoprosopella antennalis
Camptoprosopella antennalis är en tvåvingeart som först beskrevs av Fitch 1856.  Camptoprosopella antennalis ingår i släktet Camptoprosopella och familjen lövflugor.
Artens utbredningsområde är New York. Inga underarter finns listade i Catalogue of Life.